# Санандреј (Тимиш)
Санандреј (рум. Sânandrei) насеље је у Румунији у округу Тимиш у општини Санандреј. Oпштина се налази на надморској висини од 90 m.

## Историја Срба у месту
По "Румунској енциклопедији" место је записано још 1230. године. По ослобођењу Баната 1717. године у Сент Андреу је пописано 23 кућа. Уследиле су три колонизације Немаца током 18. века: 1748-1749, 1766. и 1772.године. Немци граде римокатоличку цркву 1811. године а православни Румуни 1834. године.
Аустријски царски ревизор Ерлер је 1774. године констатовао да место "Сент Андраш" припада Сентандрашком округу, Темишварског дистрикта. Ту се налази управни уред а становништво је претежно влашко. Када је 1797. године пописан православни клир, у месту је само један православни свештеник. Био је то месни парох поп Матеј Јованов (рукоп. 1790) који се служио само румунским језиком.
Као претплатници једне српске медицинске књиге јављају се 1834. године у "Сент Андрашу" поп Георгије Пандуровић парох и Димитрије Михајловић коморски "дијурниста".
Половином 19. века дошло је верско-националних трвења између православних Срба и Румуна. Румуни су били прешли у "Унију" са католицима, па се онда мањи део повратио у православље. Потпали су под јурисдикцују српске православне цркве, и дочекали стварање "Велике Румуније". Тада су у мешовитим срединама кренуле деобе, мање или више грубе. У Сент-Андрашу је пре 1866. године живело отприлике једнак број становника; чинили су једну половину Срби  и другу половину Румуни. Агресивни Румуни су међутим присвојили себи цркву, а српске богослужбене књиге буквално побацали на улицу у блато.

## Становништво
Према подацима из 2002. године у насељу је живело 5371 становника.

### Попис2002.
| Расподела становништва по националности 2002.‍ | Расподела становништва по националности 2002.‍ | Расподела становништва по националности 2002.‍ | Расподела становништва по националности 2002.‍ | Расподела становништва по националности 2002.‍ |
| --------------------------------------------- | --------------------------------------------- | --------------------------------------------- | --------------------------------------------- | --------------------------------------------- |
|                                               |                                               |                                               |                                               |                                               |
| Румуни                                        | Румуни                                        |                                               | 4.953                                         | 92,3%                                         |
| Мађари                                        | Мађари                                        |                                               | 141                                           | 2,6%                                          |
| Роми                                          | Роми                                          |                                               | 25                                            | 0,5%                                          |
| Украјинци                                     | Украјинци                                     |                                               | 67                                            | 1,2%                                          |
| Немци                                         | Немци                                         |                                               | 148                                           | 2,8%                                          |
| Руси                                          | Руси                                          |                                               | 3                                             | 0,1%                                          |
| Срби                                          | Срби                                          |                                               | 16                                            | 0,3%                                          |
| Словаци                                       | Словаци                                       |                                               | 8                                             | 0,1%                                          |
| Бугари                                        | Бугари                                        |                                               | 3                                             | 0,1%                                          |
| неизјашњени                                   | неизјашњени                                   |                                               | 3                                             | 0,1%                                          |

### Хронологија
| Година       | 1992 | 1993 | 1994 | 1995 | 1996 | 1997 | 1998 | 1999 | 2000 | 2001 | 2002 | 2003 | 2004 | 2005 | 2006 | 2007 | 2008 | 2009 | 2010 | 2011 | 2012 | 2013 | 2014 | 2015 | 2016 | 2017 |
| ------------ | ---- | ---- | ---- | ---- | ---- | ---- | ---- | ---- | ---- | ---- | ---- | ---- | ---- | ---- | ---- | ---- | ---- | ---- | ---- | ---- | ---- | ---- | ---- | ---- | ---- | ---- |
| Становништво | 4730 | 4880 | 4959 | 5001 | 5039 | 5089 | 5256 | 5326 | 5419 | 5496 | 5526 | 5578 | 5696 | 5803 | 5922 | 6076 | 6285 | 6347 | 6413 | 6500 | 6555 | 6650 | 6734 | 6774 | 6915 | 7045 |